# SAS Group
SAS AB, ofte kendt som SAS Group, er et svensk holdingselskab, der har hovedsæde i Stockholm, Sverige. Det er moderselskab for flyselskabet Scandinavian Airlines (SAS) og luftfartsservicevirksomhederne SAS Business Opportunities, SAS Cargo Group, SAS Ground Handling og SAS Technical Services. Derudover var selskabet mindretalsaktionær i Air Greenland indtil 2019. 
Konglomeratet blev grundlagt i 1951 som en fusion af de tre skandinaviske flyselskaber Aerotransport (ABA), Det Danske Luftfartselskab (DDL) og Det Norske Luftfartselskap (DNL) efter at de havde samarbejdet om de internationale ruter siden 1946.
SAS Group har tidligere ejet Rezidor Hotel Group, Spanair og Braathens, og har være minoritetsaktionær i bmi, airBaltic, Thai Airways International, Estonian Air, Skyways Express og LAN Airlines.
Den 12. november 2012 offentliggjordes spareplanen 4 Excellence Next Generation med besparelser for 2,6 milliarder kr. i form af outsourcing, effektiviseringer og frasalg, således at antallet af medarbejdere i koncernen reduceres fra 15.000 til 9000 ansatte.

## Ejere
Pr. 13. august 2024 blev SAS Group afnoteret, og en ny ejerskabsstruktur effektueret:
| Aktionær          | Type             | Nationalitet          | Andel af aktierne |
| ----------------- | ---------------- | --------------------- | ----------------- |
| Castlelake        | Investeringsfond | USA                   | 32%               |
| Finansministeriet | Stat             | Danmark               | 25,8%             |
| Air France-KLM    | Flyselskab       | Frankrig Nederlandene | 19,9%             |
| Lind Invest       | Familiefond      | Danmark               | 8,6%              |